# Ray Seals
Ray Seals (Syracuse, Nueva York; 17 de junio de 1965-4 de abril de 2025) fue un jugador estadounidense de fútbol americano que jugó once temporadas con seis equipos en la NFL en la posición de defensive end.

## Carrera
Aunque nunca jugó a nivel universitario, llegó a la NFL como miembro de la Empire Football League donde jugó con los Syracuse Express por dos años. En 1988 pasó a jugar con los Tampa Bay Buccaneers donde jugó poco más de una temporada para luego pasar por los Detroit Lions y los Indianapolis Colts en 1990. En 1991 regresó a Tampa Bay para jugar dos temporadas.
En 1994 pasa a jugar con los Pittsburgh Steelers con los que juega el Super Bowl XXX que perdieron 17-27 ante los Dallas Cowboys, siendo titular en esas dos temporadas en la franquicia. En 1997 juega con los Carolina Panthers para luego retirarse al año siguiente con los Cincinnati Bengals.
Seals se convirtió en miembro del American Football Association's Semi-Pro Football Hall of Fame en 1992. Su primo Jonny Gammage fue asesinado luego de ser detenido por la policía de Pittsburgh en 1995, hecho que fue considerado como ataque racista.